# Kościół św. Marcina w Roztokach
Kościół św. Marcina w Roztokach – zabytkowy kościół we wsi Roztoki (województwo dolnośląskie).
Kościół parafialny z XVIII w.

Przy świątyni zabytkowa plebania z 1794 r., nr rej.: 51/A/01 Z 23.05.2001. Przed plebanią kamienna figura św. Jana Nepomucena z 1738, nr rej.: B/1844 z 13.09.2007.

We wsi kam.-met. kolumna maryjna, obok domu nr 50, z 1749 r., nr rej.: B/1925 z 23.06.2008.